# Customer Care Concept
Das Customer Care Concept bzw. Kundenbetreuungskonzept beschreibt eine mögliche Service-Organisation mit dem Ziel der Optimierung und Automatisierung von Service-Prozessen.
Das Schema einer solchen Service-Organisation lässt sich mittels der folgenden fünf Kernkomponenten beschreiben:

## Multichannelling
Moderne Service-Organisationen zeichnen sich dadurch aus, dass der Kunde mehrere Möglichkeiten hat, mit dem Unternehmen in Kontakt zu treten. Egal ob über Telefon, Brief, Fax, E-Mail oder Web, das Unternehmen ist immer über mindestens ein Kontaktmedium erreichbar. Mit Hilfe einer so genannten Self Service Software können dabei bestimmte Anliegen von Kunden sofort und automatisiert beantwortet und befriedigt werden.

## Customer-Relationship-Management
Das Customer-Relationship-Management dient dazu, sämtliche Kundeninteraktionen zu erfassen, um dadurch ein einheitliches und komplettes Kundenbild zu erhalten. Wenn ein Kunde zum Beispiel heute über das Web eine Transaktion auslöst, morgen dazu eine Frage über E-Mail an das Unternehmen richtet und übermorgen zum gleichen Thema anruft, so kann er nur dann konsistent und umfassend betreut werden, wenn all seine Interaktionen mit dem Unternehmen vorgängig zentral erfasst worden sind.

## Kompetenzstufen
Um Kundenanliegen optimal betreuen zu können, sind verschiedene Kompetenzstufen innerhalb einer Organisation zu definieren. Grundsätzlich gilt: Je komplexer ein Kundenanliegen, desto tiefer dringt es in die Service-Organisation ein. Diesem Umstand kann mit zwei Maßnahmen entgegengewirkt werden. Erstens müssen diejenigen Kompetenzstufen, welche früh mit dem Kunden in Kontakt sind, sehr kompetent sein. Diese Kompetenz kann über Wissen, das von nachgelagerten Kompetenzstufen nach vorne getragen wird, sichergestellt werden. Zweitens wird in einer idealen Service-Organisation ein so genannter e-Level eingesetzt, der mit Hilfe von Prozessautomatisierungen Standardanliegen von der menschlichen Interaktion fernhält und die Betreuung somit preisgünstig macht.
Siehe hierzu auch den Fachartikel Support (Dienstleistung).

## Prozessorientierung
Die verschiedenen Kompetenzstufen einer Service-Organisation sind mit Prozessen verbunden, die in standardisierten Ablaufschemen, so genannten Standard Operation Procedures (SOP), festgelegt werden. Diese standardisierten Ablaufschemen definieren, was genau getan werden muss. Wie gut die internen und externen Leistungsversprechen ausgeführt werden müssen, wird in so genannten Service Level Agreements (SLA) beschrieben. Diese müssen immer klar definiert und messbar sein. Eine aus der IT-Welt entwickelte Methodik zur Erfassung und Bewertung dieser Dienstleistungsprozesse ist ITIL. ITIL ist Bestandteil des Customer Care Concept.

## Reporting
Im Sinne eines Feedback-Mechanismus wirkt beim Reporting ein Kontinuierlicher Verbesserungsprozess (KVP) auf die Service-Organisation und ermöglicht so die permanente Anpassung der eigenen Leistungen und die Optimierung der Geschäftsprozesse. Das Produkt-Management eines Dienstleistungsunternehmens wird beispielsweise über das Reporting des Kundencenters Informationen darüber erhalten, wie und wieso ein Produkt genutzt wird. Die Rückkopplungen aus den dokumentierten Kundenkontakten können in das Ideenmanagement einfließen. Gegebenenfalls können die Produkte und Leistungen individualisiert und Ansätze für die Weiterentwicklung gegeben werden.